# Stein Kollshaugen
Stein Kollshaugen (Gjøvik, 16 febbraio 1956) è un ex calciatore norvegese, di ruolo attaccante.

## Carriera

### Club
Kollshaugen giocò, in carriera, con le maglie di Raufoss, Moss e HamKam.

### Nazionale
Kollshaugen collezionò 7 presenze e 3 reti per la Norvegia under 21. Debuttò il 23 giugno 1976, nella sconfitta per 2-1 contro la Danimarca under 21. Il 27 ottobre dello stesso anno, segnò le prime reti: fu infatti autore di una doppietta contro la Finlandia under 21. Partecipò anche alle Olimpiadi 1984.
Totalizzò 18 apparizioni e 7 reti per la Norvegia. La prima di queste fu datata 26 ottobre 1979, quando giocò nel pareggio per 1-1 contro la Finlandia. Il 4 giugno 1980 segnò la prima rete, nella sconfitta per 3-1 contro la Danimarca.